# Gayéri
Gayéri – miasto we wschodniej części Burkiny Faso. Jest stolicą prowincji Komondjari. W roku 2013 liczyło 11 967 mieszkańców.